# Aeropuerto de Ceiba Doblada
El Aeropuerto de Ceiba Doblada (OACI: MSCD) es un aeródromo que sirve al pueblo de Ceiba Doblada en el Departamento de Usulután en El Salvador. La pista de aterrizaje es de césped y está ubicada a 8 kilómetros al este del pueblo.
El VOR-DME de El Salvador (Ident: CAT) está ubicado a 54,4 kilómetros al oeste-noroeste del aeródromo.